# التخلص من السفن
توجد عدة طرق للتخلص من السفن بعد توقفها عن العمل بكفاءة أو بعد فقدان قدرتها على العمل بصورة اقتصادية لملاكها.

## الخيارات

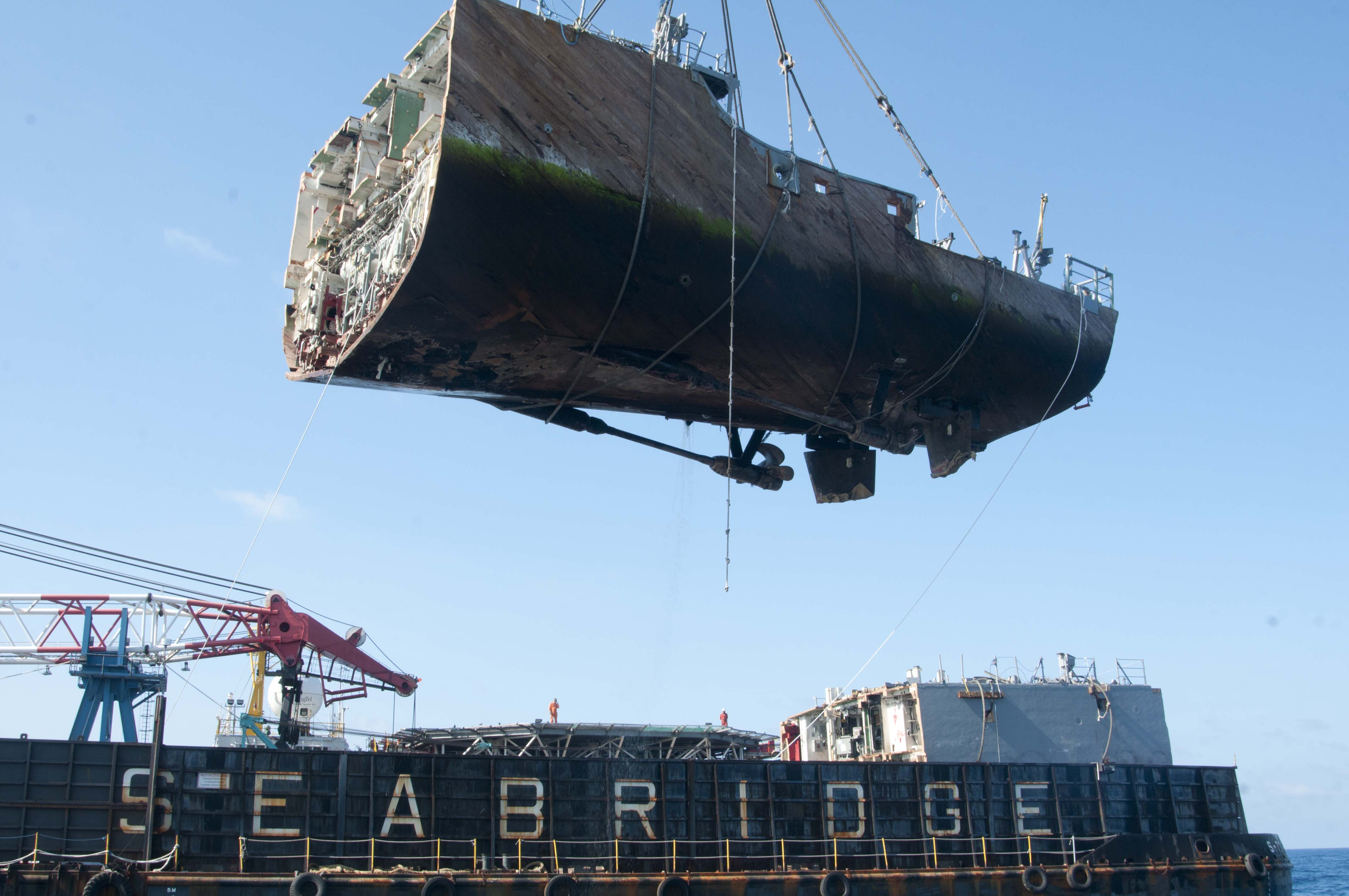
نقل جزء من سفينة أثناء عملية التحطيم

على الرغم من وجود العديد من الطرق الممكن استخدامها للتخلص من السفن وتكون صالحة من الناحية التقنية، يقتصر استخدام طرق كثيرة منها على لأغراض العسكرية فقط، مثل تعريضها للغرق في مياه عميقة. أما الخيارات المتاحة حاليًا فتشمل:
- الهيكلة
- التحطيم
- الاستخدام كشعاب اصطناعية
- التبرع
- البيع لإعادة الاستخدام
- مخزن عائم
- الإغراق في مياه عميقة

## وصف الخيارات
- الهيكلة: هي طريقة قديمة لتحويل هيكل السفينة لأي غرض آخر بعد انتهاء فعاليته في السفينة. يلزم أولًا تجريد السفينة من معداتها الحيوية (مثل المحركات والأشرعة والصواري) وتستخدم هي الأخرى في أغراض أخرى، ثم رفعها عن الماء. مازالت تتم عملية الهيكلة بصورة محدودة.
- التحطيم: وهي أكثر الطرق شيوعًا ومحافظة على البيئة. تعتمد عدة منظمات فقط أنظمة التحطيم المقبولة من قبل شبكة بازل (بالإنجليزية: Basel Action Network).
- الاستخدام كشعاب اصطناعية: ويعني ذلك إغراق السفن بالقرب من الشواطئ لتحويلها لشعاب. قبل الإغراق، يجب إزالة كافة المكونات السامة والأجهزة الكهربية. وتتوقف سهولة العملية على تصميم السفينة، فبعض التصاميم تساعد على إتمام العملية بسهولة، على عكس تصاميم أخرى.[4] كما يجب اختيار موقع الشعاب بدقة. لذا، من الضروري الحصول على موافقة من الهيئات المسؤولة قبل البدء في التنفيذ. ووفقًا لمؤسسة راند، يخلق تشعيب السفن البالية مناطق سياحية للغوص، حيث تجذب السفن الغارقة السياح وعليها تجلب دخلًا وتحقق ربحًا.[5]
- التبرع أو البيع لإعادة الاستخدام: يعني ذلك تجديد وإعادة استخدام السفينة من قبل أطراف آخرين. وتتضمن هذه الاستخدامات بقاء السفينة على هيئتها كسفينة لكن مع تغيير الاستخدام، فتستخدم كمنزل عائم أو مكتب أو فندق أو متحف أو مركز مؤتمرات.[6]
- الاستخدام كمخزن عائم: يشمل تخزين المركب في الماء أو خارجه لفترة من الزمن. يعتبر التخزين في الماء مكلفًا نظرًا لضرورة عمل صيانة مكلفة بعد ثلاثين عامًا نتيجة التآكل بسبب ماء البحر. والتخزين على البر مكلف أيضًا. ويتم التخزين في العادة على الشاطئ.
- الإغراق في مياه عميقة: وتتم ذلك بعد إزالة كافة المكونات السامة والأجهزة حتى لا تسبب تلوثًا بيئيًا.[7]